# The Awakening (minialbum)
The Awakening – czwarty minialbum południowokoreańskiej grupy GFriend, wydany 6 marca 2017 roku przez wytwórnię Source Music i dystrybuowany przez LOEN Entertainment. Głównym singlem z płyty jest „Fingertip”.
Sprzedał się w nakładzie 75 363 egzemplarzy w Korei Południowej (stan na grudzień 2017).

## Lista utworów
| CD | CD                                                                                                | CD                 | CD                           | CD                 | CD      |
| Nr | Tytuł utworu                                                                                      | Tekst              | Kompozycja                   | Aranżacja          | Długość |
| -- | ------------------------------------------------------------------------------------------------- | ------------------ | ---------------------------- | ------------------ | ------- |
| 1. | „Baramui Norae (Hear the Wind Sing)” (kor. 바람의 노래 (Hear The Wind Sing))                      | Megatone, Ferdy    | Megatone, Ferdy              | Megatone, Ferdy    | 3:35    |
| 2. | „Fingertip”                                                                                       | Iggy, Seo Yong-bae | Iggy, Seo Yong-bae           | Iggy, Seo Yong-bae | 3:30    |
| 3. | „Bihaengun (Contrail)” (kor. 비행운:飛行雲 (Contrail))                                            | Mafly, Keyfly      | Brian Choi, 220, Erik Lidbom | Brian Choi, 220    | 3:36    |
| 4. | „Naui Jigureul Jikyeojwo (Please Save My Earth)” (kor. 나의 지구를 지켜줘 (Please Save My Earth)) | MIO                | MIO                          | MIO                | 3:11    |
| 5. | „Bombi (Rain In the Spring Time)” (kor. 봄비 (Rain In the Spring Time))                           | Mafly, Keyfly      | Erik Lidbom, Sophia Pae, 220 | Erik Lidbom        | 3:28    |
| 6. | „Ping (Crush)” (kor. 핑 (Crush))                                                                  | e.one              | e.one                        | e.one              | 3:22    |

## Notowania
| Lista                   | Pozycja |
| ----------------------- | ------- |
| Gaon Weekly Album Chart | 1       |
| Billboard World Albums  | 5       |
| Five Music (Tajwan)     | 2       |

## Nagrody w programach muzycznych
| Program            | Data          | Źródło |
| ------------------ | ------------- | ------ |
| The Show (SBS MTV) | 14 marca 2017 | [ 6 ]  |
| The Show (SBS MTV) | 11 marca 2017 | [ 6 ]  |